# François Kinard
 (décembre 2024).
La mise en forme du texte ne suit pas les recommandations de Wikipédia : il faut le « wikifier ».
Les points d'amélioration suivants sont les cas les plus fréquents. Le détail des points à revoir est peut-être précisé sur la page de discussion.
- Les titres sont pré-formatés par le logiciel. Ils ne sont ni en capitales, ni en gras.
- Le texte ne doit pas être écrit en capitales (les noms de famille non plus), ni en gras, ni en italique, ni en « petit »…
- Le gras n'est utilisé que pour surligner le titre de l'article dans l'introduction, une seule fois.
- L'italique est rarement utilisé : mots en langue étrangère, titres d'œuvres, noms de bateaux, etc.
- Les citations ne sont pas en italique mais en corps de texte normal. Elles sont entourées par des guillemets français : « et ».
- Les listes à puces sont à éviter, des paragraphes rédigés étant largement préférés. Les tableaux sont à réserver à la présentation de données structurées (résultats, etc.).
- Les appels de note de bas de page (petits chiffres en exposant, introduits par l'outil «  Source ») sont à placer entre la fin de phrase et le point final[comme ça].
- Les liens internes (vers d'autres articles de Wikipédia) sont à choisir avec parcimonie. Créez des liens vers des articles approfondissant le sujet. Les termes génériques sans rapport avec le sujet sont à éviter, ainsi que les répétitions de liens vers un même terme.
- Les liens externes sont à placer uniquement dans une section « Liens externes », à la fin de l'article. Ces liens sont à choisir avec parcimonie suivant les règles définies. Si un lien sert de source à l'article, son insertion dans le texte est à faire par les notes de bas de page.
- La présentation des références doit suivre les conventions bibliographiques. Il est recommandé d'utiliser les modèles {{Ouvrage}}, {{Chapitre}}, {{Article}}, {{Lien web}} et/ou {{Bibliographie}}. Le mode d'édition visuel peut mettre en forme automatiquement les références.
- Insérer une infobox (cadre d'informations à droite) n'est pas obligatoire pour parachever la mise en page.

Pour une aide détaillée, merci de consulter Aide:Wikification.
Si vous pensez que ces points ont été résolus, vous pouvez retirer ce bandeau et améliorer la mise en forme d'un autre article.
François Kinard, né le 21 mars 1989 à Ottignies-Louvain-la-Neuve en Belgique, est un homme politique belge apparenté au groupe politique Les Engagés, actuellement bourgmestre d'Aubange et conseiller provincial de la province de Luxembourg.

## Biographie

### Vie privée
François Kinard est né à Ottignies-Louvain-la-Neuve le 21 mars 1989. Il passe sa scolarité primaire à l'Institut Marie Médiatrice d'Athus (IMMA), dnas le sud de la province de Luxembourg et sa scolarité secondaire à l'Institut Cardijn-Lorraine Athus (ICL Athus).
Il est diplômé en 2013 d'un master en Sciences Physiques à finalité approfondie en Cosmologie, Astrophysique, Physique des particules et Phénoménologie à l'UCL au Centre de Cosmologie, Physique des Particules et Phénoménologie (CP3) de l'Institut de Recherche en Mathématique et Physique (IRMP). Il réalise son mémoire en Cosmologie sous la supervision de Christophe Ringeval. Il fait également partie de la « crew 127 » du programme "Mission to Mars" de la Mars Society dont le but a été de simuler les conditions de vie sur Mars dans la Mars Desert Research Station (MDRS) située dans le désert de l'Utah.
Il a travaillé quelques mois comme indépendant dans le monde de l'assurance avant de devenir enseignant dans le secondaire supérieur en mathématiques et en sciences à l'Institut Notre Dame d'Arlon puis à la Communauté scolaire Saint-Benoît d'Habay-la-Neuve.
En 2015, il part travailler pendant un an à Darmstadt comme analyste de mission dans la section de la dynamique de vol au Centre européen des opérations spatiales (ESOC) de l'Agence spatiale européenne (ESA). Il revient en Belgique en 2016 et reprend un poste d'enseignant dans le secondaire supérieur en mathématiques, en Chimie et surtout en Physique jusqu'en juin 2021. Depuis 2019, il est également diplômé de l'Agrégation de l'Enseignement Secondaire Supérieur (AESS) en sciences mathématiques à l'UCL.
Il a notamment été arbitre arbitre de football de première division provinciale.
Il est aussi conférencier sur des thématiques comme la cosmologie et le Spatial.

### Parcours politique
Alors qu'il est encore étudiant, il rejoint le cdH en 2012 lors de l'élection communale d'Aubange et termine avec un score de 352 voix soit 3,29 % des voix et est alors le 6e élu suppléant. Il devient ensuite secrétaire de sa section locale de 2012 à 2018.
En 2018, il participe à nouveau aux élections communales et provinciales et est est élu titulaire au niveau communal avec le deuxième score de sa liste, 741 voix soit 6,25% des voix et devient alors échevin de la ville d'Aubange en charge, entre autres, de l'urbanisme, de la mobilité, du commerce et de l'économie, de l'informatique et des nouvelles technologies. Il est également élu titulaire au niveau provincial avec le troisième score de sa liste, 2 082 voix soit 15,16% des voix et devient conseiller provincial de la province de Luxembourg.
En 2019, il se présente pour la première fois avec le cdH au Parlement wallon (niveau régional) comme dernier suppléant et réalise un score de 4 403 voix sur la circonscription d'Arlon-Marche-en-Famenne-Bastogne-Neufchâteau-Virton et est alors élu 4e suppléant.
Le 1er février 2021, il devient bourgmestre de la ville d'Aubange à la suite de la démission de Jean-Paul Dondelinger,,,,,,. Avec ce mandat, il reprend notamment la présidence la zone de police Sud-Luxembourg et entre au collège de la zone de secours Luxembourg. En parallèle, il continue son mandat de conseiller provincial.
En 2024, il se présente pour la première fois comme candidat 3e effectif à la Chambre des représentants (niveau fédéral) avec Les Engagés. Il totalise un score de 8 826 votes nominatifs à l'issue des élections du 9 juin 2024 et réalise le 29ème taux de pénétration de Belgique avec 5,03 % lors de cette élection. Aux élections communales de 2024, il est réélu à la tête d'Aubange.